# Saint-Péray
Pour le vin, voir saint-péray (AOC).
Saint-Péray est une commune française située dans le département de l'Ardèche, en région Auvergne-Rhône-Alpes.
Autrefois située dans la province royale du Vivarais et adhérente à la communauté de communes Rhône-Crussol depuis 2014, cette petite ville est située à 5 km de Valence, chef-lieu de la Drôme dans la vallée du Rhône et ses habitants sont dénommés les Saint-Pérollais.

## Géographie

### Situation et description
Au pied de la colline de Crussol, dans l'ouest de l'agglomération valentinoise en bordure de la vallée du Rhône, Saint-Péray est depuis toujours un lieu de passage entre la montagne ardéchoise et la plaine de Valence.

### Géologie et relief
Le massif de la montagne de Crussol est constitué de couches géologiques d’origine sédimentaire superposées de façon très régulière et que l’on qualifie de série.
De par sa capacité à emmagasiner la chaleur, le calcaire permet l’implantation d’espèces végétales et animales méditerranéennes malgré la latitude assez élevée. La végétation est constituée pour moitié de pelouse sèche et pour l'autre moitié de chênaie verte, landes sur marnes, falaises, éboulis sur calcaire et même de chênaie pubescente en faible proportion.
C'est une petite montagne étirée sur trois kilomètres du nord au sud. Elle représente une ligne de crêtes assez régulière dont l’altitude passe progressivement de 306 à 406 mètres. Dans la direction est-ouest, elle apparaît d'abord comme un massif dissymétrique : vers l'est, une haute falaise calcaire, surplombant des éboulis, domine la région valentinoise, tandis que vers l'ouest, la pente s’abaisse moins brutalement jusqu'au Mialan, affluent du Rhône.

### Climat
Pour des articles plus généraux, voir Climat d'Auvergne-Rhône-Alpes et Climat de l'Ardèche.
En 2010, le climat de la commune est de type climat méditerranéen altéré, selon une étude du CNRS s'appuyant sur une série de données couvrant la période 1971-2000. En 2020, Météo-France publie une typologie des climats de la France métropolitaine dans laquelle la commune est dans une zone de transition entre le climat de montagne et le climat méditerranéen et est dans la région climatique  Moyenne vallée du Rhône, caractérisée par un bon ensoleillement en été (fraction d’insolation > 60 %), une forte amplitude thermique annuelle (4 à 20 °C), un air sec en toutes saisons, orageux en été, des vents forts (mistral), une pluviométrie élevée en automne (250 à 300 mm).
Pour la période 1971-2000, la température annuelle moyenne est de 12,9 °C, avec une amplitude thermique annuelle de 18 °C. Le cumul annuel moyen de précipitations est de 933 mm, avec 7,2 jours de précipitations en janvier et 5 jours en juillet. Pour la période 1991-2020, la température moyenne annuelle observée sur la station météorologique de Météo-France la plus proche, « Colombier Jeune Rad », sur la commune de Colombier-le-Jeune à 13 km à vol d'oiseau, est de 11,6 °C et le cumul annuel moyen de précipitations est de 965,0 mm,. Pour l'avenir, les paramètres climatiques de la commune estimés pour 2050 selon différents scénarios d'émission de gaz à effet de serre sont consultables sur un site dédié publié par Météo-France en novembre 2022.

### Hydrographie
Le territoire est bordé par le Rhône dans sa partie orientale et le bourg est traversé par le Mialan, un affluent de ce fleuve, d'une longueur de 19,9 km.

### Voies de communication

#### Voies routières
Le territoire communal est traversé par la route départementale 86 (ancienne route nationale RN86) qui longe le Rhône sur sa rive droite et qui permet de relier Lyon à Nîmes. La route départementale 533 (RD533) permet de relier Saint-Peray à Valence vers l'est ainsi qu'à Lamastre et Saint-Agrève vers l'est.

#### Voies ferroviaires
La commune est également traversée selon un axe nord-sud par la ligne de Givors-Canal à Grezan, aussi appelée « ligne de la rive droite du Rhône » dont le trafic voyageurs a été supprimé en 1973. La gare de Saint-Péray peut cependant servir de gare de voyageurs de façon provisoire en cas de travaux sur la ligne de Paris-Lyon à Marseille-Saint-Charles, passant par Valence.

### Transports

#### Réseau de bus Citéa

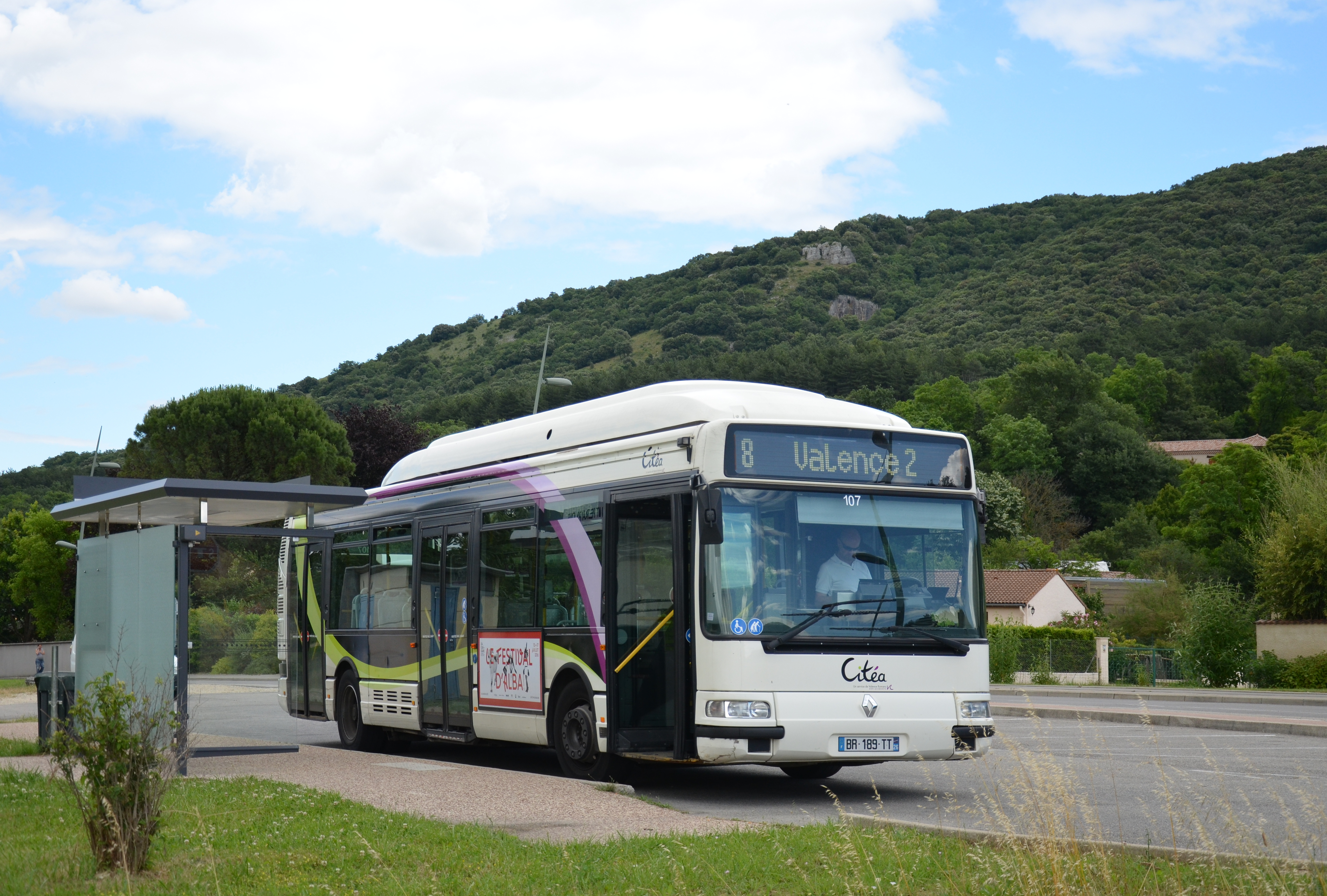
Autobus du réseau Citéa au terminus Saint-Peray - Ployes (ligne 8)

La commune de Saint-Péray est desservie par le réseau de bus Citéa via les lignes :
- 8  Saint-Péray - Ployes ↔ Valence - Centre Pénitentiaire / Malissard - Guimand, avec en moyenne, un bus toutes les 20 minutes en période scolaire et toutes les 30 minutes le samedi et pendant les vacances, de 6 h 16 à 20 h 34 ;
- 14  Cornas – La Mûre ↔ Saint-Marcel-lès-Valence – Mathias / Alixan – Gare TGV, avec en moyenne, un bus toutes les 30 minutes toute l'année (sauf dimanche et jours fériés) de 6 h 22 à 20 h 02 ;
- 40  Toulaud - Mairie ↔ Guilherand-Granges - Collège De Gaulle, avec 3 à 4 allers/retours par jour en période scolaire uniquement ;
- 46  Vernoux-en-Vivarais - Place Delarbre ↔ Valence - Gare Routière, avec 3 allers/retours par jour toute l'année ;
- Dim 4 Saint-Péray - Mairie ↔ Bourg-lès-Valence - Blachères, avec en moyenne, un bus toutes les 45 minutes le dimanche et les jours fériés de 8 h 46 à 19 h 36;

Les lignes Express, ouverte à tous les usagers, avec un trajet et des horaires optimisés pour les collégiens et lycéens :
- E141 Cornas - La Mûre ↔ Valence - Loubet / Camille Vernet / Cité Briffaut
- E181 Saint-Péray - Ployes ↔ Saint-Péray - Collège de Crussol
- E182 Saint-Péray - Ployes ↔ Valence - Loubet / Camille Vernet / Cité Briffaut
- E183 Saint-Péray - Ployes ↔ Bourg-les-Valence - Lycée des 3 Sources
- E184 Lycée Montplaisir / Pôle Bus ↔ Saint-Péray - Mairie de St-Peray, ligne Express, ouverte à tous les usagers, avec un trajet et des horaires optimisés pour les collégiens se rendant au collège de Crussol.

#### Réseau de cars Le Sept
La commune est également desservie par le réseau de cars du conseil général de l’Ardèche, Le Sept  via les lignes  3  et  3+  (Valence - Gare Routière ↔ Annonay ou Tournon-sur-Rhône).

## Urbanisme

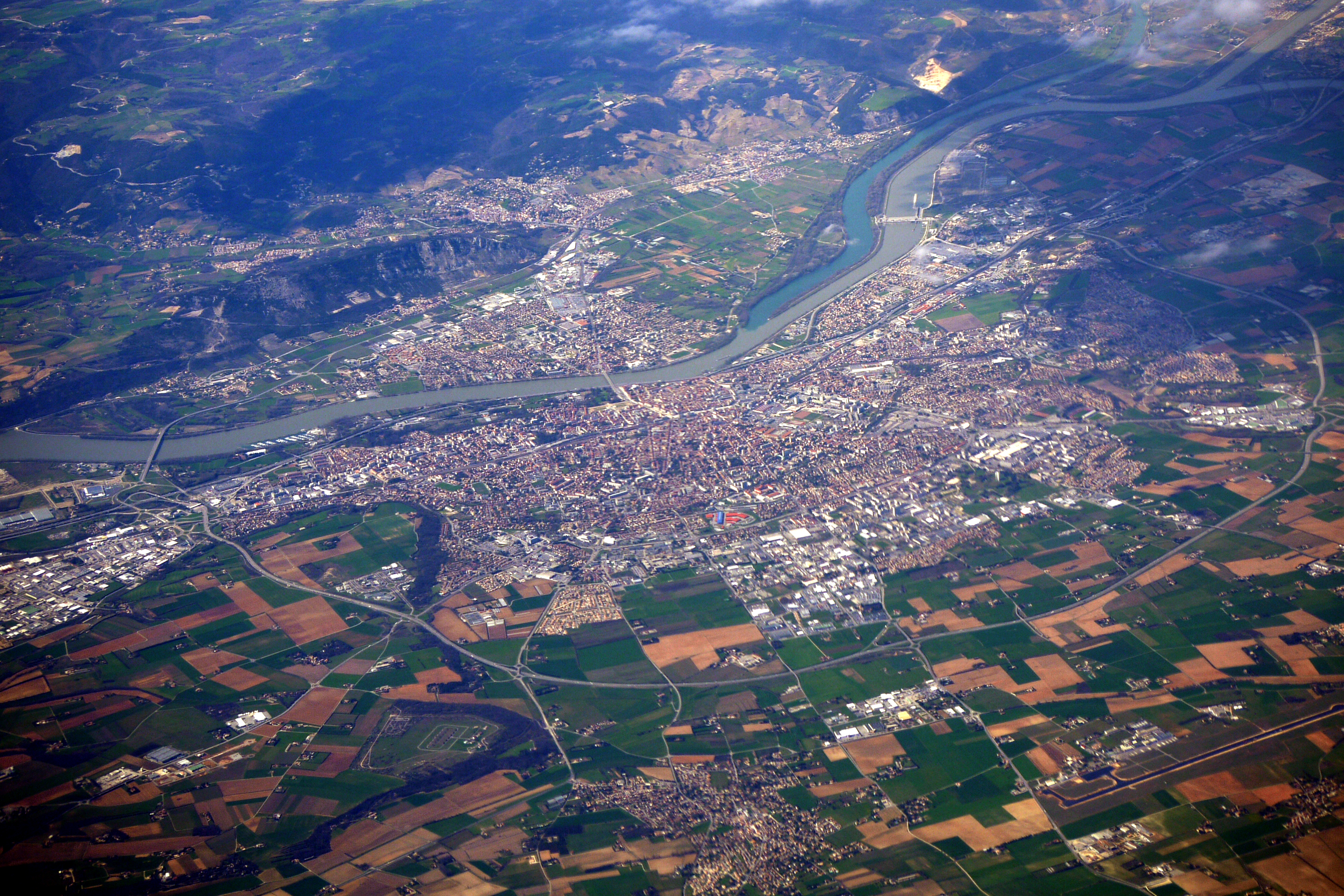
Le bourg de Saint-Péray, coincé entre la montagne de Crussol et les monts d'Ardèche occupe la partie supérieure de la photo

### Typologie
Au 1er janvier 2024, Saint-Péray est catégorisée ceinture urbaine, selon la nouvelle grille communale de densité à 7 niveaux définie par l'Insee en 2022.
Elle appartient à l'unité urbaine de Valence, une agglomération inter-départementale dont elle est une commune de la banlieue,. Par ailleurs la commune fait partie de l'aire d'attraction de Valence, dont elle est une commune de la couronne,. Cette aire, qui regroupe 71 communes, est catégorisée dans les aires de 200 000 à moins de 700 000 habitants,.

### Occupation des sols
L'occupation des sols de la commune, telle qu'elle ressort de la base de données européenne d’occupation biophysique des sols Corine Land Cover (CLC), est marquée par l'importance des forêts et milieux semi-naturels (46,3 % en 2018), une proportion identique à celle de 1990 (46,3 %). La répartition détaillée en 2018 est la suivante : 
forêts (44,7 %), zones agricoles hétérogènes (34,3 %), zones urbanisées (14,8 %), zones industrielles ou commerciales et réseaux de communication (2,1 %), prairies (1,9 %), milieux à végétation arbustive et/ou herbacée (1,6 %), eaux continentales (0,6 %).
L'évolution de l’occupation des sols de la commune et de ses infrastructures peut être observée sur les différentes représentations cartographiques du territoire : la carte de Cassini (XVIIIe siècle), la carte d'état-major (1820-1866) et les cartes ou photos aériennes de l'IGN pour la période actuelle (1950 à aujourd'hui).

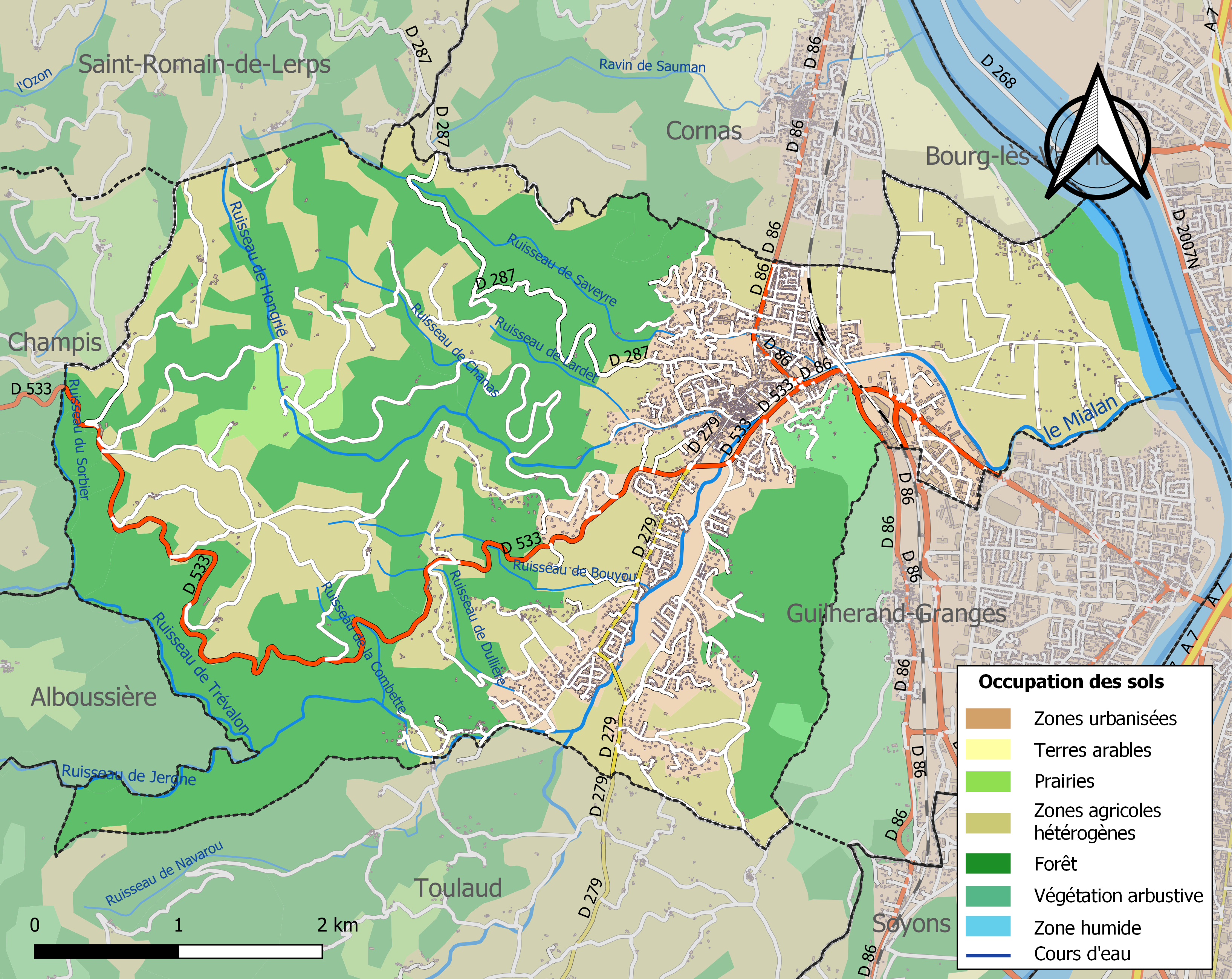
Carte des infrastructures et de l'occupation des sols de la commune en 2018 (CLC).

Un projet de contournement de la commune par une voie rapide existe depuis les années 70. Depuis quelques années, il rencontre une forte opposition du fait de l'artificialisation des sols (50ha) et de la mise en péril d'espèces protégées,,.

### Logement
En 2019, selon la Fédération nationale de l'immobilier, le nombre de logements est de 3 614 sur le territoire communal.

### Risques naturels et technologiques

#### Risques sismiques
L'ensemble du territoire de la commune de Saint-Péray est situé en zone de sismicité no 3 (sur une échelle de 1 à 5), comme la plupart des communes situées dans la vallée du Rhône et la Basse Ardèche, mais en limite orientale de la zone no 2 qui correspond au plateau ardéchois.
| Type de zone | Niveau            | Définitions (bâtiment à risque normal) |
| ------------ | ----------------- | -------------------------------------- |
| Zone 3       | Sismicité modérée | accélération = 1,1 m/s2                |

## Toponymie
Le cartulaire de Saint-Chaffre, en 936, mentionne la donation à cette abbaye d'une villa et de ses vignes, S. Petri d’Atiacum (nom qui évoluera vers Aysi), sous le castrum de Crussol. Plus tard, au XIIe siècle, le cartulaire de Bourg-lès-Valence, indique que les comtes de Crussol : Giraud Bastet, son épouse Agnès et son frère Guillaume, donnent 50 livres à l'abbaye de Saint-Estève, située à l'extrémité de la montagne de Crussol, et des vignes à l'église de S.Petri Ay.
Au Moyen Âge, il devint le siège d'un prieuré dédié à saint Pierre et, dès lors, le village fut baptisé « Sanctus Petrus Atiacum ». Ce nom va évoluer au cours des siècles vers Saint-Pierre d'Ay, qui devint Saint-Péray. En occitan, c'est Sant Pèire d'Ai.

## Histoire
Le village actuel fit son apparition vers le XVe siècle, quand les habitants partirent des fortifications du château de Crussol pour venir habiter dans la vallée du Mialan. Ce nouveau village prit le nom de Saint-Pierre d'Ay qui, en patois local, donna Saint-Péray.
Au cours de la Révolution française de 1789, Saint-Péray changea temporairement de nom pour devenir Péray Vin Blanc (dû à la réputation incontestable du vin blanc de Saint-Péray à cette époque),. En 2018, la commune de Saint-Péray compte environ 7 600 habitants.

## Politique et administration

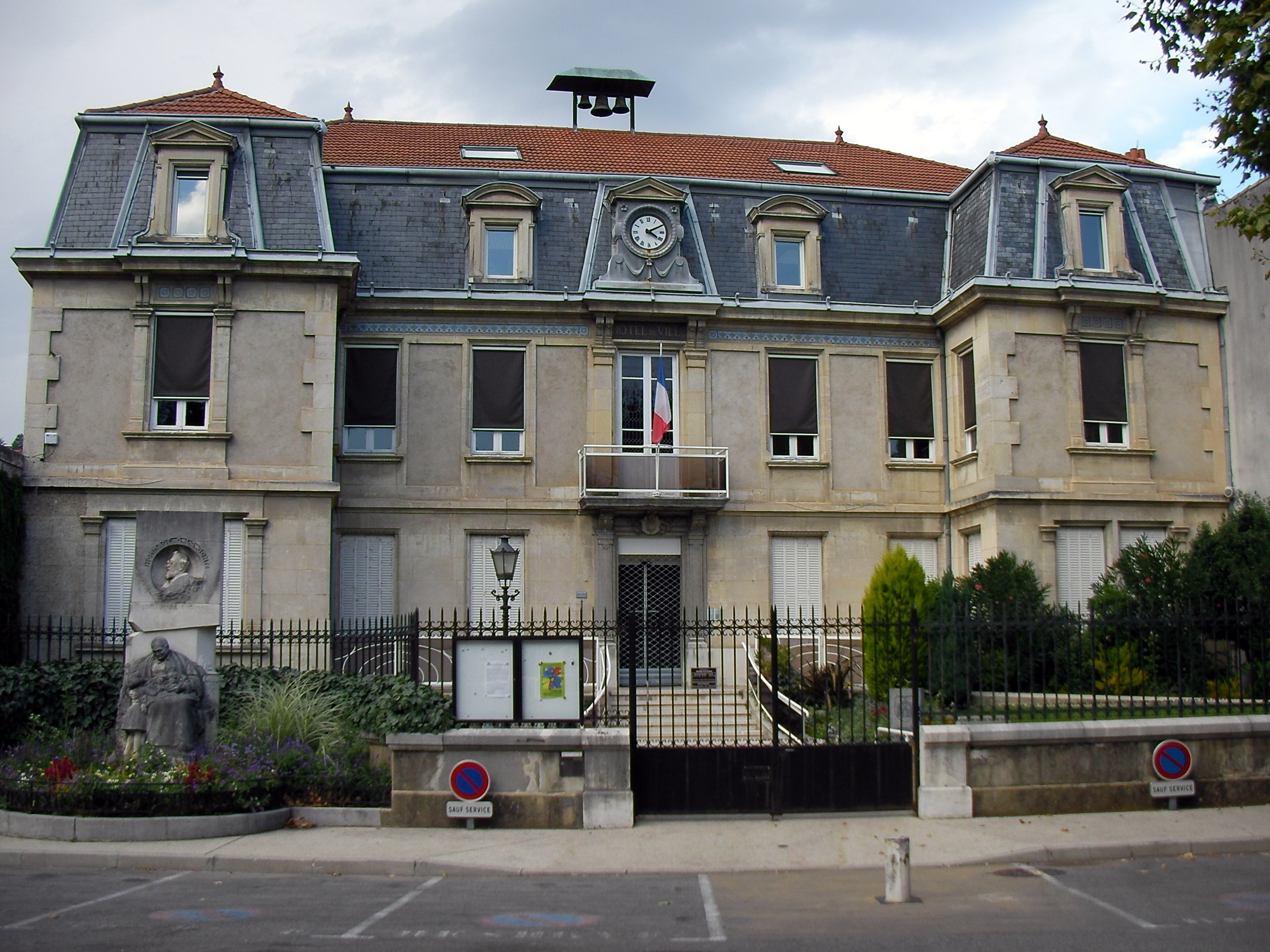
Hôtel de ville de Saint-Péray.

### Liste des maires
| Période                                  | Période                       | Identité                    | Étiquette      | Qualité |
| ---------------------------------------- | ----------------------------- | --------------------------- | -------------- | --- |
| Les données manquantes sont à compléter. |                               |                             |                | |
| 1816                                     | 1821                          | Louis-Victor Allier         |                | |
| 1821                                     | 1830                          | Louis de Villeneuve         |                | |
| 1830                                     | 1834                          | Hippolythe Bernera          |                | |
| 1834                                     | 1868                          | Honoré-Ferdinand Malet      |                | Négociant Conseiller général de Saint-Péray (1858 → 1868) |
| 1868                                     | 1870                          | Léopold Lantheaume          |                | |
| 1870                                     | 1874                          | Oscar Saint-Prix            | Républicain    | Négociant Conseiller général de Saint-Péray (1868 → 1904) Président du conseil général de l'Ardèche                                                                                                  |
| 1874                                     | 1877                          | Louis Ferdinand Malet       |                | |
| 1877                                     | 1889                          | Oscar Saint-Prix            | Républicain    | Négociant Député de l'Ardèche (1881 → 1885 et 1886 → 1889) Conseiller général de Saint-Péray (1868 → 1904) Président du conseil général de l'Ardèche                                                 |
| 1889                                     | 1901                          | Napoléon Martin (1821-1901) |                | |
| 1901                                     | 1908                          | Victor Tassini (1853-1920)  |                | Négociant |
| 1908                                     | 1929                          | Jules Bouvat (1855-1929)    | Rad.           | Médecin Conseiller général de Saint-Péray (1904 → 1927) Président du conseil général de l'Ardèche |
| 1929                                     | 1962 (décès)                  | Marc Bouvat                 | Rad.-RGR       | Médecin, résistant Conseiller général de Saint-Péray (1934 → 1940 et 1945 → 1962) Vice-président du conseil général de l'Ardèche                                                                     |
| 1962                                     | 1963                          | Antonin Basset              |                | |
| 1964                                     | 25 juin 1995                  | Gérard Mallen               | RI puis UDF-PR | Courtier en assurances Conseiller régional (1974 → 1976) Conseiller général de Saint-Péray (1962 → 1976) Suppléant du sénateur Pierre Jourdan (1971 → 1980)                                          |
| 25 juin 1995                             | 28 mars 2014                  | Jean-Paul Lasbroas          | DVG            | Administrateur 2e vice-président de la CC Rhône Crussol |
| 28 mars 2014                             | 1er janvier 2025 (démission)  | Jacques Dubay               | UDI-NC         | Commerçant Conseiller général de Saint-Péray (2001 → 2015) Conseiller départemental de Guilherand-Granges (2015 → 2021) Président de la CC Rhône Crussol (2014 → ) Maire d'Alboussière (1995 → 2014) |
| 9 janvier 2025                           | En cours (au 18 janvier 2025) | Frédéric Gerland            |                | Professeur d'EPS Premier adjoint au maire (2016 → 2025) |

### Jumelages
Trois communes de l'Union européenne sont jumelées avec Saint-Péray :
- Groß-Umstadt (Allemagne) depuis 1966.

Située dans la région de la Hesse, à 45 km de Francfort, en bordure de l'Odenwald, la ville de Groß-Umstadt compte une population de 22 000 habitants. Née du regroupement de 8 communes (Kleestadt, Klein-Umstadt, Richen, Semd, Raibach, Dorndiel, Heubach et Wiebelsbach), Groß-Umstadt offre une grande qualité de vie.
- Asso (Italie) depuis 2001

Asso, petite ville de 3 150 habitants de la région des Lacs, dans le Nord de l'Italie est située dans la région de Lombardie, à une vingtaine de kilomètres de Côme. Les hautes collines boisées qui entourent la ville, nichée au cœur de la vallée de la Vallassina, la font ressembler à un village de montagne.
- Santo Tirso (Portugal) avec laquelle Saint-Péray a signé un pacte d'amitié en 1991, rapprochement qui s'explique par le jumelage qui lie respectivement les deux villes à Groß-Umstadt.

Santo-Tirso est située dans le nord du Portugal, à quelques kilomètres de Porto et de la côte atlantique, Santo-Tirso est une ville relativement importante puisqu'elle compte environ 17 000 habitants. Elle est par ailleurs le chef-lieu d'un canton composé de 31 communes.

## Population et société

### Démographie
L'évolution du nombre d'habitants est connue à travers les recensements de la population effectués dans la commune depuis 1793. Pour les communes de moins de 10 000 habitants, une enquête de recensement portant sur toute la population est réalisée tous les cinq ans, les populations de référence des années intermédiaires étant quant à elles estimées par interpolation ou extrapolation. Pour la commune, le premier recensement exhaustif entrant dans le cadre du nouveau dispositif a été réalisé en 2005.

En 2022, la commune comptait 7 591 habitants, en évolution de −0,71 % par rapport à 2016 (Ardèche : +2,48 %, France hors Mayotte : +2,11 %).
| 1793  | 1800  | 1806  | 1821  | 1831  | 1836  | 1841  | 1846  | 1851  |
| ----- | ----- | ----- | ----- | ----- | ----- | ----- | ----- | ----- |
| 1 559 | 1 652 | 1 528 | 1 791 | 2 321 | 2 490 | 2 485 | 2 720 | 2 584 |

| 1856  | 1861  | 1866  | 1872  | 1876  | 1881  | 1886  | 1891  | 1896  |
| ----- | ----- | ----- | ----- | ----- | ----- | ----- | ----- | ----- |
| 2 762 | 2 680 | 2 710 | 2 521 | 2 815 | 2 658 | 2 642 | 2 555 | 2 569 |

| 1901  | 1906  | 1911  | 1921  | 1926  | 1931  | 1936  | 1946  | 1954  |
| ----- | ----- | ----- | ----- | ----- | ----- | ----- | ----- | ----- |
| 2 603 | 2 658 | 2 587 | 2 538 | 2 595 | 2 597 | 2 634 | 2 797 | 3 168 |

| 1962  | 1968  | 1975  | 1982  | 1990  | 1999  | 2005  | 2006  | 2010  |
| ----- | ----- | ----- | ----- | ----- | ----- | ----- | ----- | ----- |
| 3 097 | 3 592 | 4 310 | 5 196 | 5 886 | 6 502 | 6 963 | 7 091 | 7 294 |

| 2015  | 2020  | 2022  | - | - | - | - | - | - |
| ----- | ----- | ----- | - | - | - | - | - | - |
| 7 572 | 7 538 | 7 591 | - | - | - | - | - | - |

### Enseignement
La commune, rattachée à l'académie de Grenoble, héberge plusieurs établissements d'enseignement sur son territoire. La commune compte trois écoles primaires, dont deux établissements publics, l'école des Brémondières et l'école du quai et un établissement d'enseignement secondaire, le collège de Crussol. Une école privée maternelle et élémentaire est également installée dans la commune, l'école de la Sainte Famille.

### Équipement culturel et sportif
- Le stade de la plaine comprend trois terrains pour football à onze gazonnés (dont un est éclairé) et un terrain pour football à 7. Les entraînements et matchs officiels y sont organisés[36].
- La médiathèque de Saint Péray, géré par le réseau de la communauté de communes Rhône-Crussol, est situé dans le bourg[37].

### Médias
La commune est située dans la zone de distribution de deux organes de la presse écrite :
- L'Hebdo de l'Ardèche

Il s'agit d'un journal hebdomadaire français basé à Valence et couvrant l'actualité de tout le département de l'Ardèche.
- Le Dauphiné libéré

Il s'agit d'un journal quotidien de la presse écrite française régionale distribué dans la plupart des départements de l'ancienne région Rhône-Alpes, notamment l'Ardèche. La commune est située dans la zone d'édition de Tournon.
La commune est située sur l'aire de diffusion de Ici Drôme Ardèche, une radio publique également diffusée sur tout le territoire du département de la Drome et de l'Ardèche.

### Cultes

#### Culte catholique
La communauté catholique de Saint-Péray est rattachée à la paroisse « Saint-Pierre de Crussol », elle-même rattachée au diocèse de Viviers.

## Économie

### Vignoble
Le  vin de Saint-péray est un vin blanc généralement mousseux appartenant aux crus des Côtes du Rhône, préparé selon la méthode champenoise. Il existe également sous forme d'un vin blanc sec « tranquille ». De cépages Roussanne et Marsanne, il a une robe jaune paille pâle, des arômes de violette et une bonne acidité naturelle. Ce vin peut être gardé ou bu jeune.

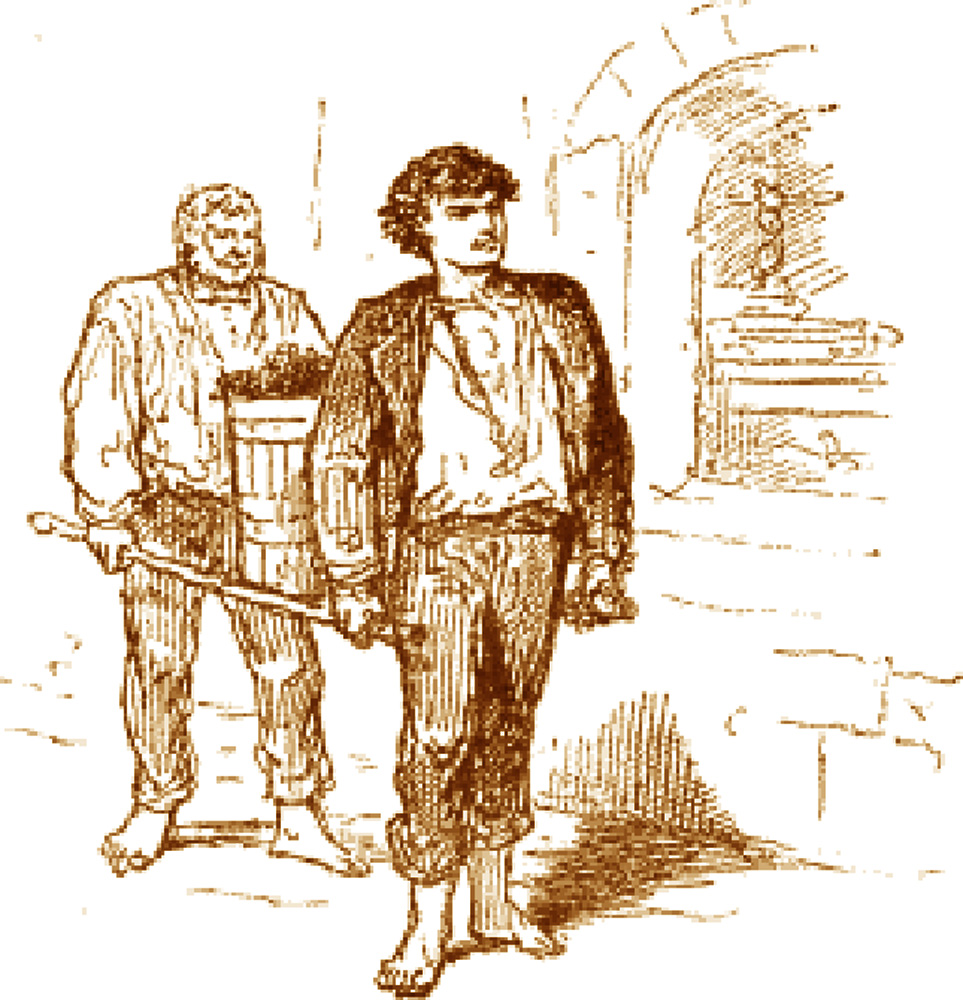
Vendanges à Saint-Péray
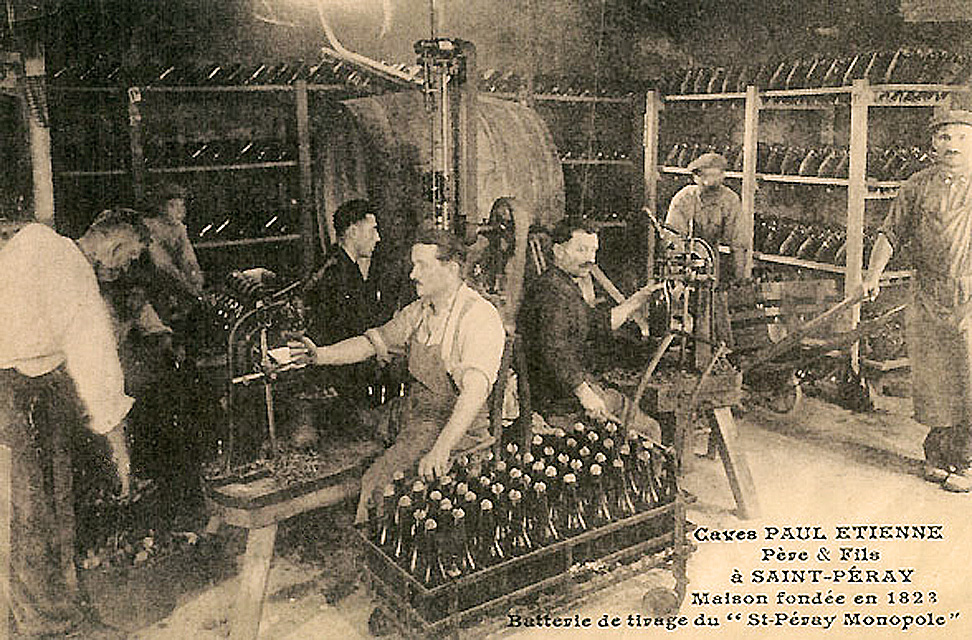
Tirage et embouteillage du saint-péray au début du XXe siècle.
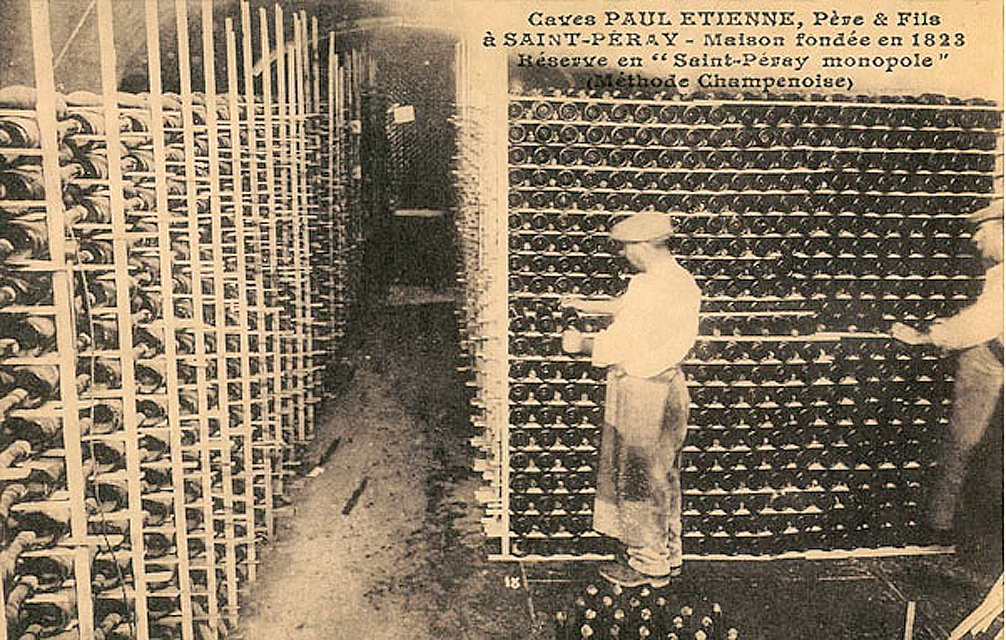
Stockage du saint-péray mousseux au début du XXe siècle.
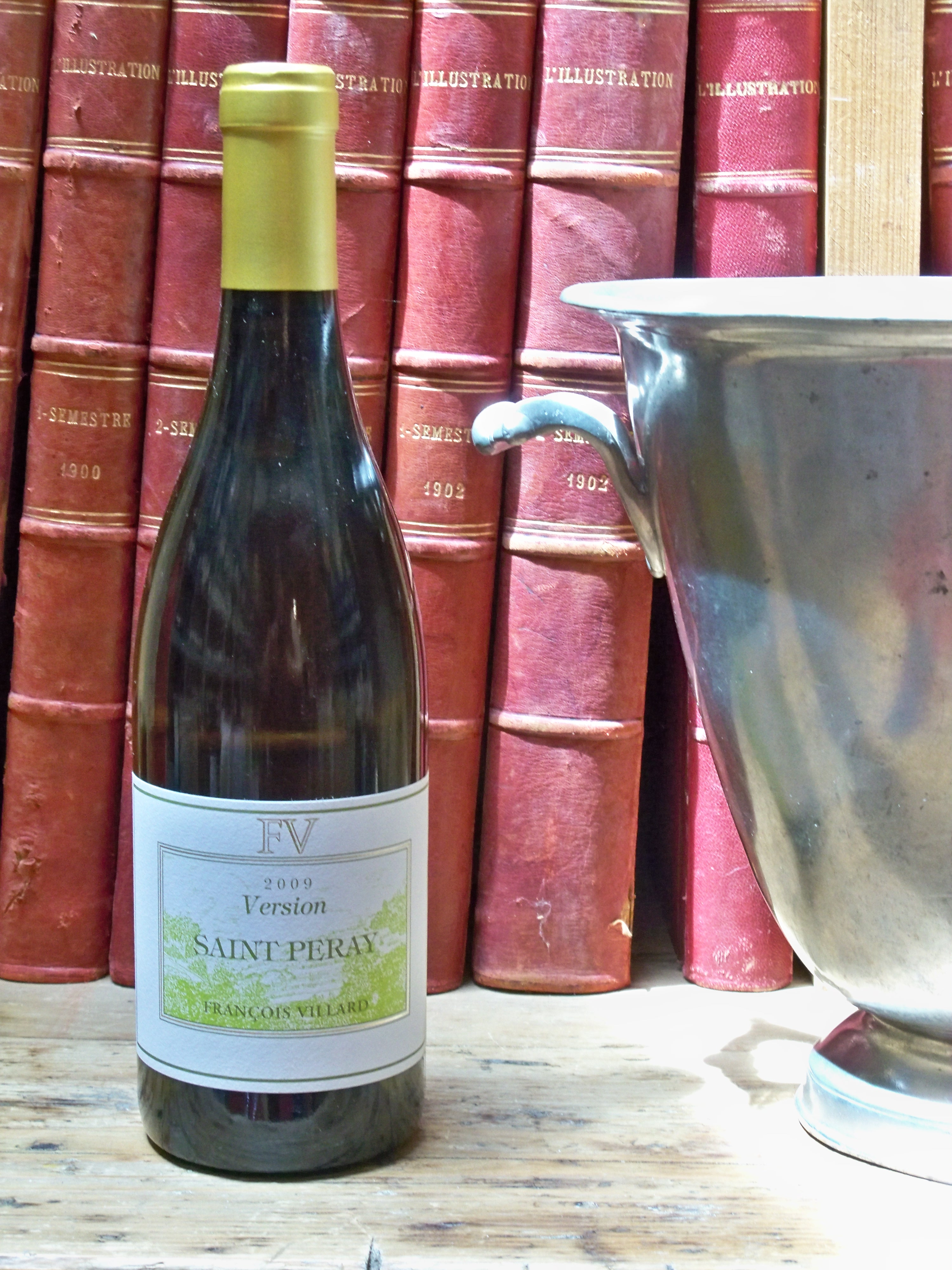
Bouteille de Saint-Péray

Situé sur la rive droite du Rhône, à la hauteur de Valence, le vignoble de l'AOC Saint-Péray est le plus au sud des Côtes du Rhône septentrionales. L'aire d'appellation se limite à la commune de Saint-Péray ainsi qu'au quartier du Biguet qui se trouve sur la commune limitrophe de Toulaud. L'AOC Saint-Péray compte aujourd'hui environ 70 hectares et le rendement maximum est de 45 hl/ha avec un degré minimum naturel de 10 % pour les tranquilles et 9 % pour les effervescents.

### Tourisme
Site touristique grâce à la présence du château et d'un vignoble réputé, la ville de Saint-Péray héberge un office de tourisme géré par la communauté de communes. Celui-ci propose un agenda des manifestations présentant les sites touristiques et proposant des lieux d'hébergement.

## Culture et patrimoine

### Lieux et monuments
- Les ruines du château de Crussol sur la colline du même nom qui domine le village. Les ruines de cet édifice en pierre calcaire, bâti au XIIe siècle ainsi que le rocher de Crussol figurent sur la liste des dix-huit sites naturels classés de l'Ardèche.
- La Vierge de Crussol, dites "La Vierge du vœu", se situant sur la colline de Crussol au-dessus de Saint-Péray mesurant 9 m de hauteur (socle et statue). Érigée en août 1945 grâce aux dons des paroissiens en remerciements à la protection accordée par Marie pendant les bombardements Alliés de l'été 1944. Inaugurée le 14 octobre 1945 par une messe et une procession, rassemblant plus de 4 000 personnes avec la présence d'élus et d'évêques de la région. La Paroisse se consacre à Marie avec le curé de la Paroisse, Paul Constant. Restaurée en septembre 2024 par les paroissiens et l'association SOS Calvaires.
- Les grottes de Soyons sont accessibles par un chemin de randonnée qui domine la vallée du Rhône et la plaine de Valence avec en toile de fond les majestueux contreforts du Vercors ;
- L'église paroissiale Saint-Pierre et Saint-Paul dont l'intérieur a été restauré à l'initiative du père Paul Constant. De nombreuses fresques religieuses y seront créés par Duilio Donzelli, peintre et sculpteur, diplômé de l’Académie royale d’Urbino, en Italie et l'ensemble sera inauguré en 1943 par Mgr Couderc, évêque de Viviers[40].
- Temple protestant de Saint-Péray.
- Le monument aux morts communal;
- Le « pont du Diable » sur le ruisseau de Hongrie représentant l'ancien tracé de la ligne du tramway à vapeur en direction de Vernoux[41],[42].

### Événements culturels
- L'un des événements emblématiques de la commune de Saint-Péray est sans aucun doute la fête des vins et son marché aux vins. Se déroulant lors du premier week-end de septembre, c'est un moment de convivialité où chacun peut se retrouver sous le chapiteau dressé à cet effet sur la place du village.
- Chaque année est organisée la fête des vins et du jumelage.
- Fin juin : Crussol en Fête au Théâtre de verdure où se déroulent traditionnellement des animations médiévales et des spectacles son et lumière.
- Début juillet : Crussol Festival, au Théâtre de verdure.

### Personnalités liées à la commune
- Étienne de Martellange (vers 1540 - vers 1603), peintre lyonnais, né à Saint-Péray.
- Hector de Soubeyran de Saint-Prix surnommé "Le Soub" (1757-1828), homme de loi et homme politique, député au conseil des Cinq-Cents.
- Richard Wagner, compositeur et chef d'orchestre allemand commanda cent bouteilles du vin blanc de Saint-Péray en 1877, période qui correspond à la composition de son opéra en trois actes Parsifal[43].
- Albert Souques (1890-1952), intendant militaire, Compagnon de la Libération.
- Jacques Pic (né le 31 octobre 1932 à Saint-Péray et décédé le 19 septembre 1992 à Valence), grand chef cuisinier, 3 étoiles au Guide Michelin en 1973. Il fut l'ancien chef cuisinier et propriétaire du restaurant gastronomique la Maison Pic à Valence.

### Héraldique
| Blason de Saint-Péray | Blason  | Parti : au 1er fascé d'or et de sinople qui est de Crussol, au 2e d'azur à deux clefs d'or passées en sautoir.                                                           |
| Blason de Saint-Péray | Détails | On reconnaît au premier les armes des seigneurs de Crussol. Les clefs sont classiquement emblématiques de saint Pierre (« Saint-Péray » vient de « Saint-Pierre-d'Ay »). |